# Onthophagus anomalicollis
Onthophagus anomalicollis är en skalbaggsart som beskrevs av Frey 1973. Onthophagus anomalicollis ingår i släktet Onthophagus och familjen bladhorningar. Inga underarter finns listade i Catalogue of Life.